# 大島 (福岡県)
大島（おおしま）は、響灘と玄界灘の境界部に面する福岡県宗像市の島（有人島）。筑前諸島地域として離島振興法の離島振興対策実施地域となっている。島の面積は約7.17km2である。筑前大島ともいい、宗像七浦の一つで、世界遺産の宗像大社中津宮、沖津宮遙拝所がある。キャッチフレーズは「神守る島」。

## 地理

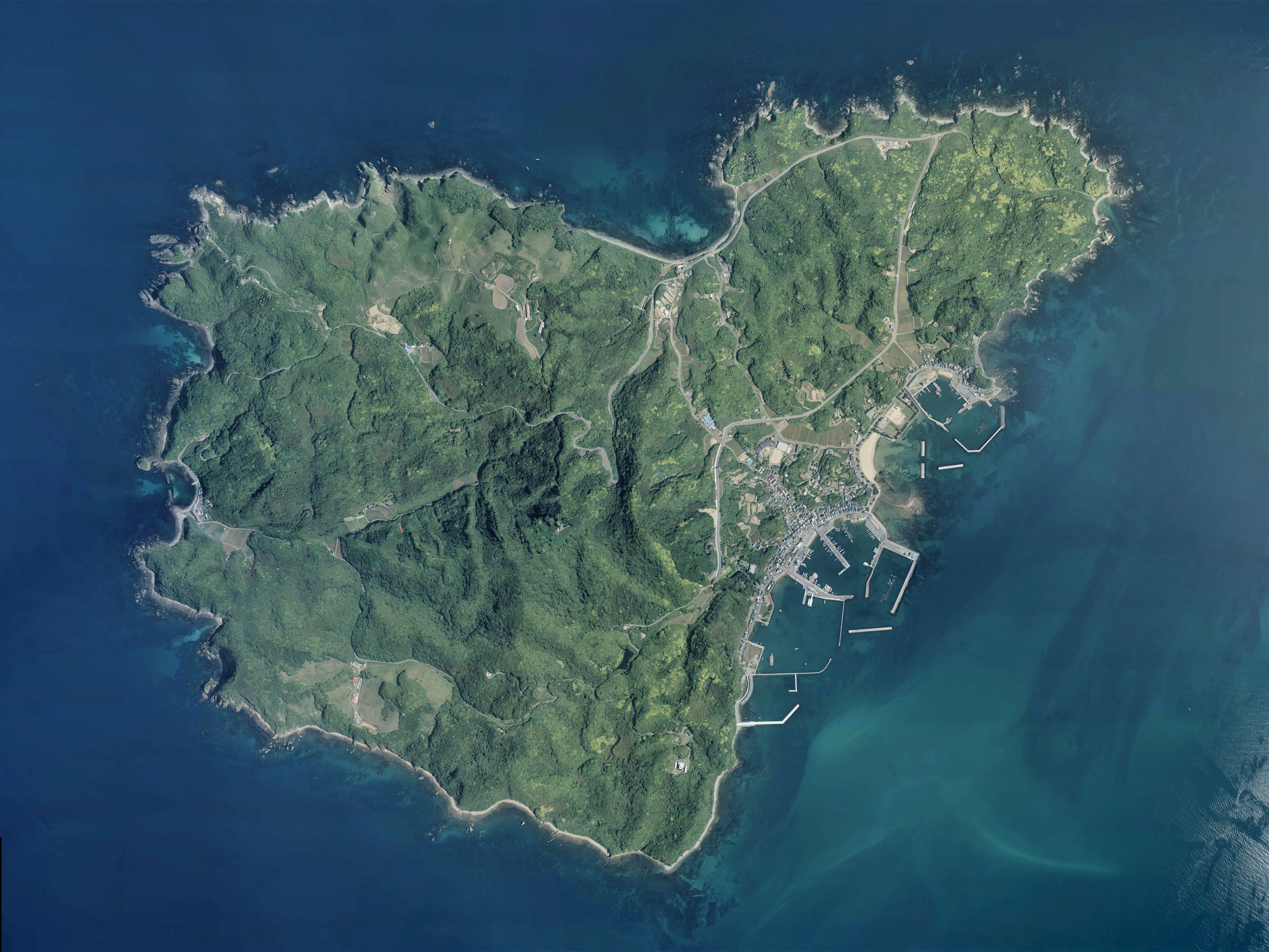
大島の空中写真。
2010年6月3日撮影の26枚を合成作成。。

宗像市本土側の神湊港から北西に約6.5kmの場所に位置する。約5km東の海上には地島がある。地島・沖ノ島とともに玄界灘と響灘を分ける島で、島の西側の海が玄界灘、東側の海が響灘である。面積7.17km2で、福岡県の離島の中では面積が最大。島の多くは丘陵地であり起伏が激しい。中央部にある御嶽（みたけ：標高224m）は島の最高峰。島の東側には本土との間を結ぶ船が発着する大島港がありフェリーターミナルが置かれる。フェリーターミナルのやや南側に大島漁港、北東側に宮崎漁港がある。人家・集落はこれらの港の周辺部に集中している。人口は540人、世帯数は278世帯（令和2年国勢調査）。島内に宗像市立大島学園がある（義務教育学校）。

## 歴史
1889年（明治22年）の町村制施行時に宗像郡大島村として村制を施行。1905年5月27-28日にかけて沖合で日本海海戦があり、大島にも多くのロシア兵の遺体が流れ着いたが、住民らはそれを丁寧に埋葬したとされる。2005年3月28日に宗像市に編入合併された。1935年 (昭和10年)より下関要塞大島砲台として、島内の北岸に四五式十五糎加農砲が4門が設置された。周辺に観測所、地下弾薬庫、可搬式150cm射光機、発電所などの付随施設も作られた。戦後カノン砲は撤去されたが、台座などの遺構が残されている。2012年より日本海海戦の戦没者を慰霊する日ロの共同慰霊祭が開催されるようになり、2013年11月に下関要塞大島砲台手前に「日本海海戦・戦死者慰霊碑」が建立された。2017年（平成29年）7月には中津宮と沖津宮遙拝所が「神宿る島」宗像・沖ノ島と関連遺産群の一部として世界遺産に登録された。

## 宗教施設
御嶽山頂には展望台と中津宮の奥宮にあたる『御嶽神社』がある。古代は中津宮の祭祀場であった。近くには織姫彦星の社があり、地元では日本の七夕伝説発祥の地とされる。港近くには、宗像三女神の次女、多岐津姫命を祀る宗像大社『中津宮』がある。北側には沖ノ島の沖津宮を拝する『沖津宮遙拝所』がある。女人禁制である沖ノ島を拝するために江戸時代後期に建立された。曇りや雨の日は見えないが晴れた日には遠く微かに島を拝める。この2か所は、「神宿る島」宗像・沖ノ島と関連遺産群の構成資産として、世界遺産に登録されている。また、大島は安倍宗任が晩年を過ごし没した地とされる伝承の地でもある。九州オルレのコースともなっている。

## 島内の主要施設と名所

### 主要施設
- 役場 - 宗像市大島行政センター
- 学校 - 宗像市立大島学園
- 保育所 - 大島保育所

### 観光名所
- うみんぐ大島 - 釣りやシーカヤックなどができる海洋体験施設。
- 宗像大社中津宮 - 世界遺産宗像大社の構成要素の一つ。宗像三姉妹の二女タギツヒメを祀る。
- 御嶽神社 - 中津宮の奥宮、元宮で古代祭祀が行われていた聖地で大島御嶽遺跡がある。
- 御嶽山 - 島内最高峰で御嶽神社が位置している。山頂は展望台となっている。
- 安倍宗任の墓所 - 宗任は当地に流されて晩年を過ごしたとされる。
- 夢の小夜島 - 島の東側にある、松に覆われた小さな島。室町時代、連歌師の宗祇はこの地を訪れ和歌に詠んでいる。干潮時のみ近寄ることが可能。
- かんす海水浴場 - 夢の小夜島近くにある海水浴場。
- 大島交流館 - 大島および沖ノ島の歴史や文化などを紹介する施設。
- 沖津宮遥拝所 - 世界遺産宗像大社の構成要素の一つ。遠く沖津宮の御神体島である沖ノ島を拝する社殿。
- 風車展望所 - 島内屈指の絶景スポットで、晴れた日には沖ノ島が見える。
- 下関要塞大島砲台跡 - 風車展望所に近接。地下弾薬庫や観測所跡が残る。日本海海戦・戦死者慰霊碑が建てられている。
- 大島牧場 - 風車展望所に近接。乗馬体験ができる。
- 神崎 - 島の北西部にある岬。先端には旧陸軍省の設置した碑がある。
- 馬蹄岩 - 神崎にあり、宗像大神が馬に乗り島々に飛び立った伝説から名がつけられた。岩には数多くの盃状穴が存在している。
- 大島灯台 - 神崎の近くにある白亜の灯台。景勝地として知られる。
- 三浦洞窟 - 大島灯台の近くにある洞窟。隠れキリシタン伝説がある。

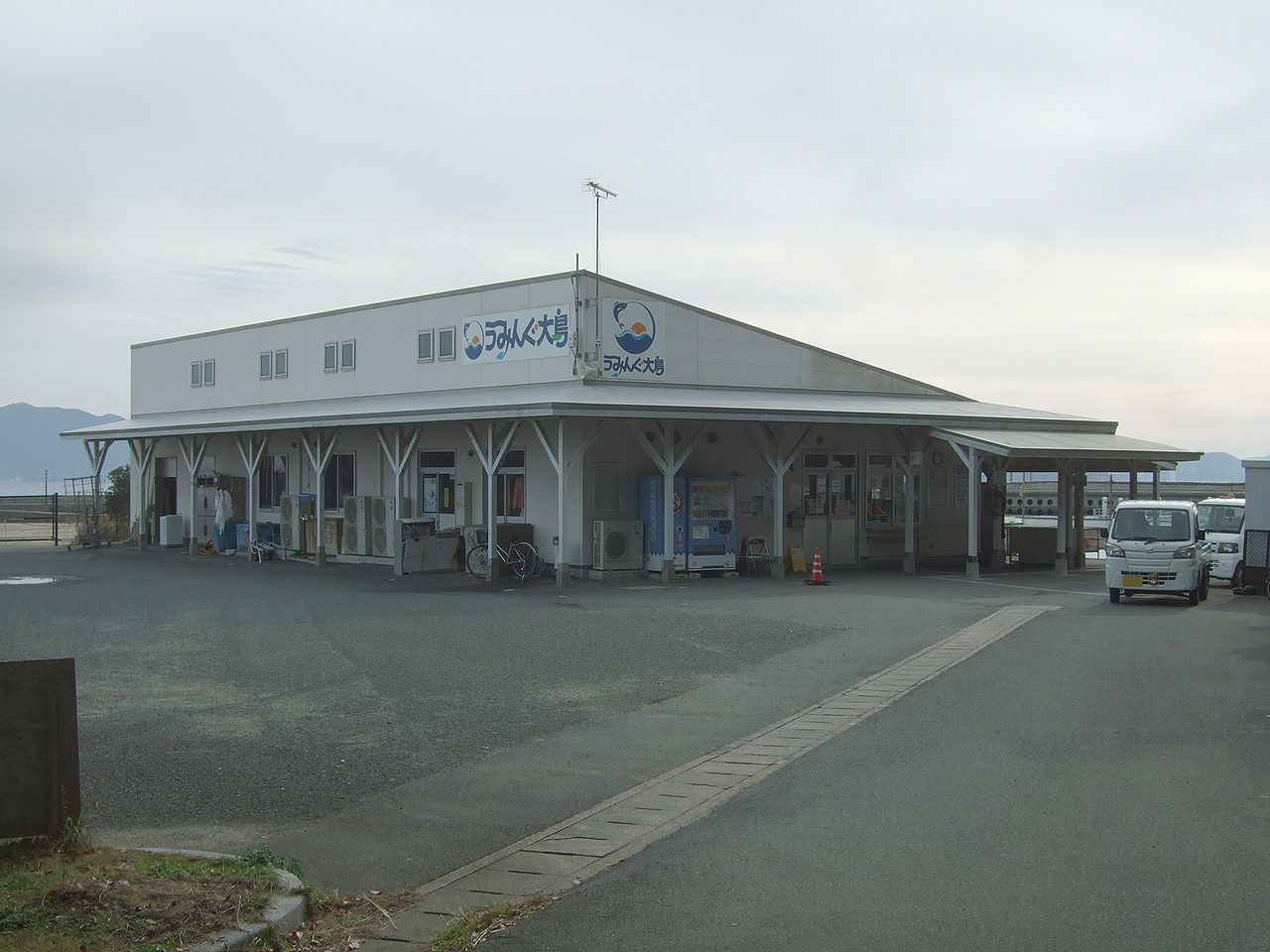
うみんぐ大島
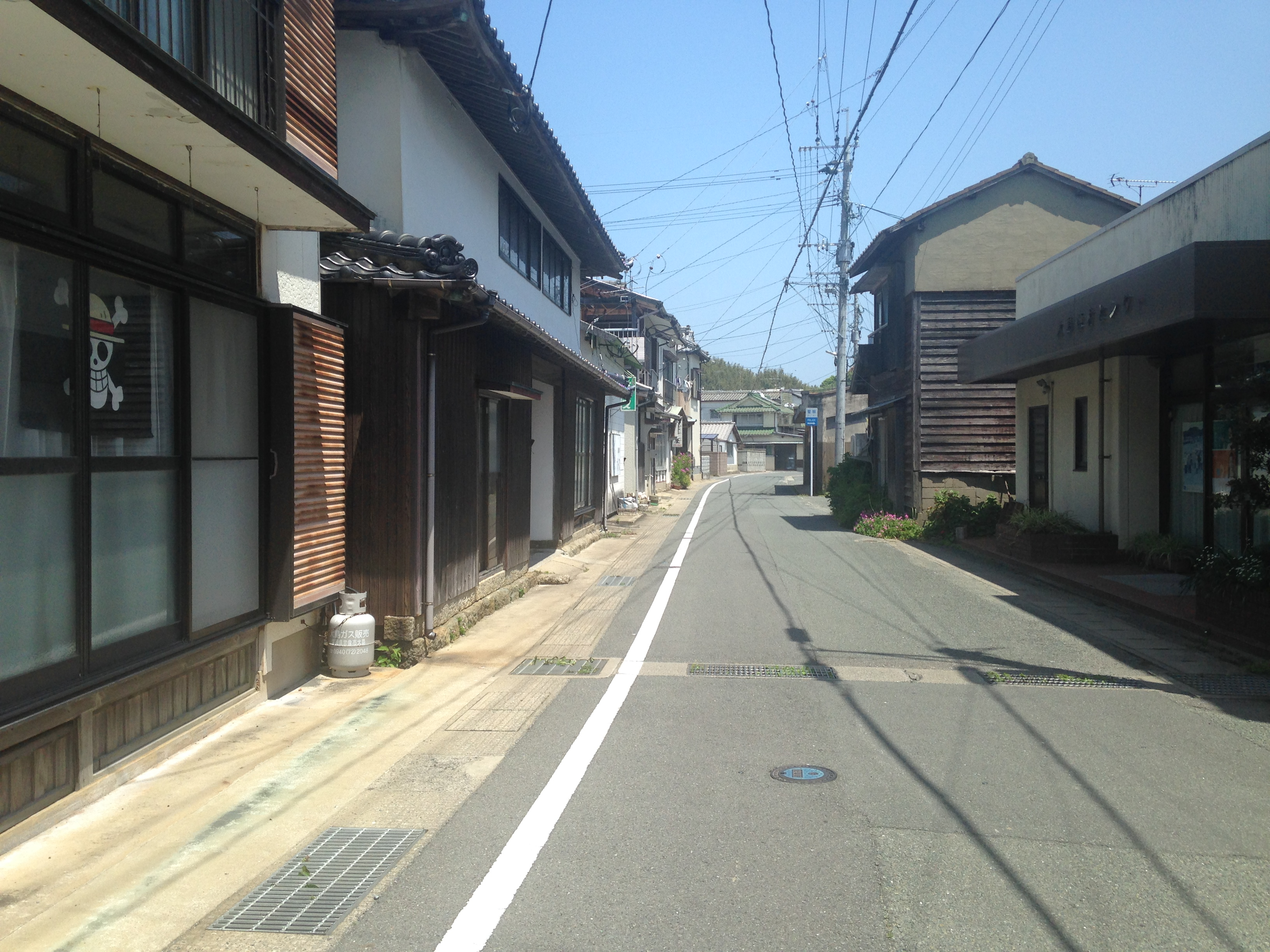
大島港付近の町並み
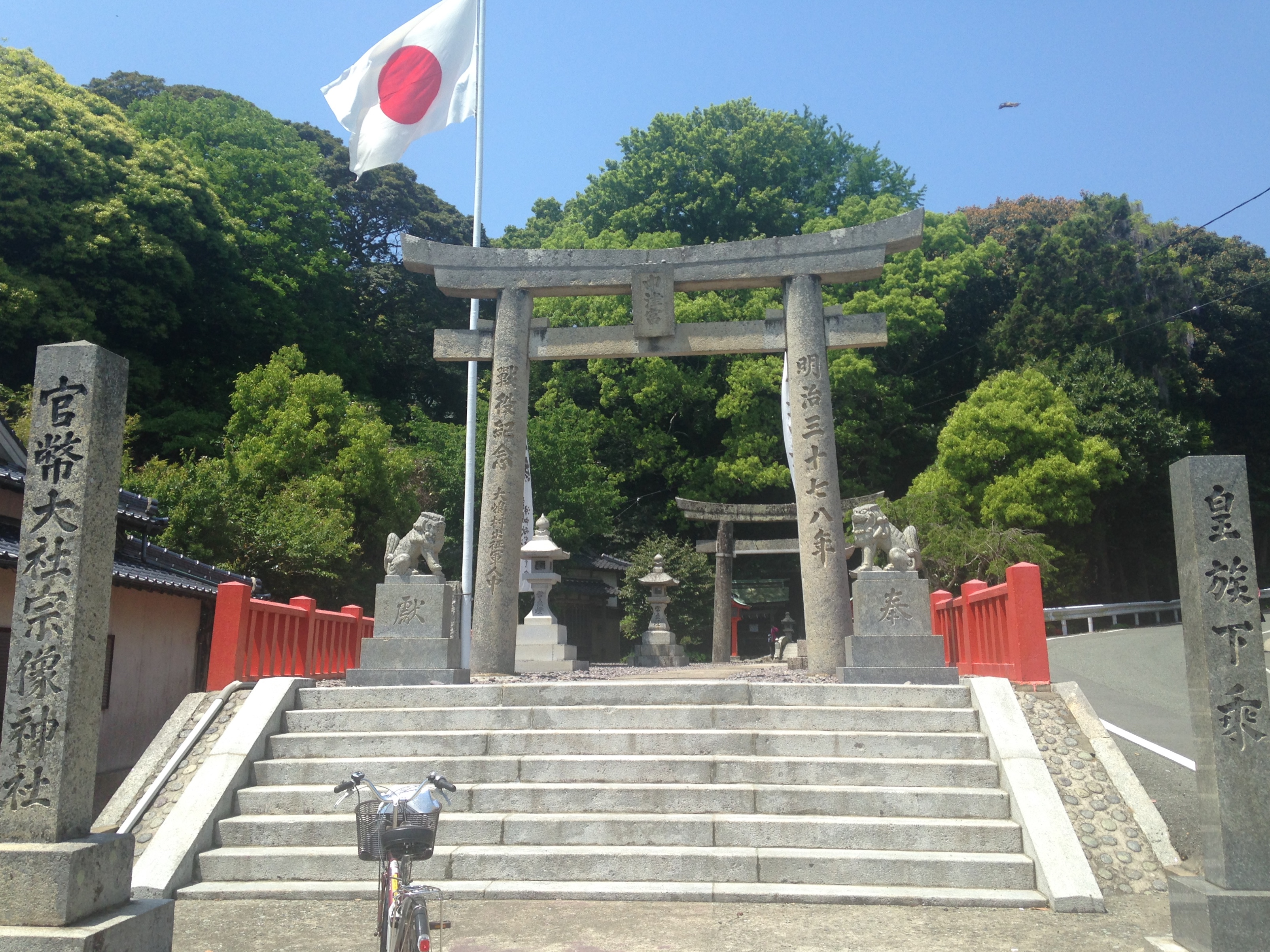
宗像大社中津宮の鳥居
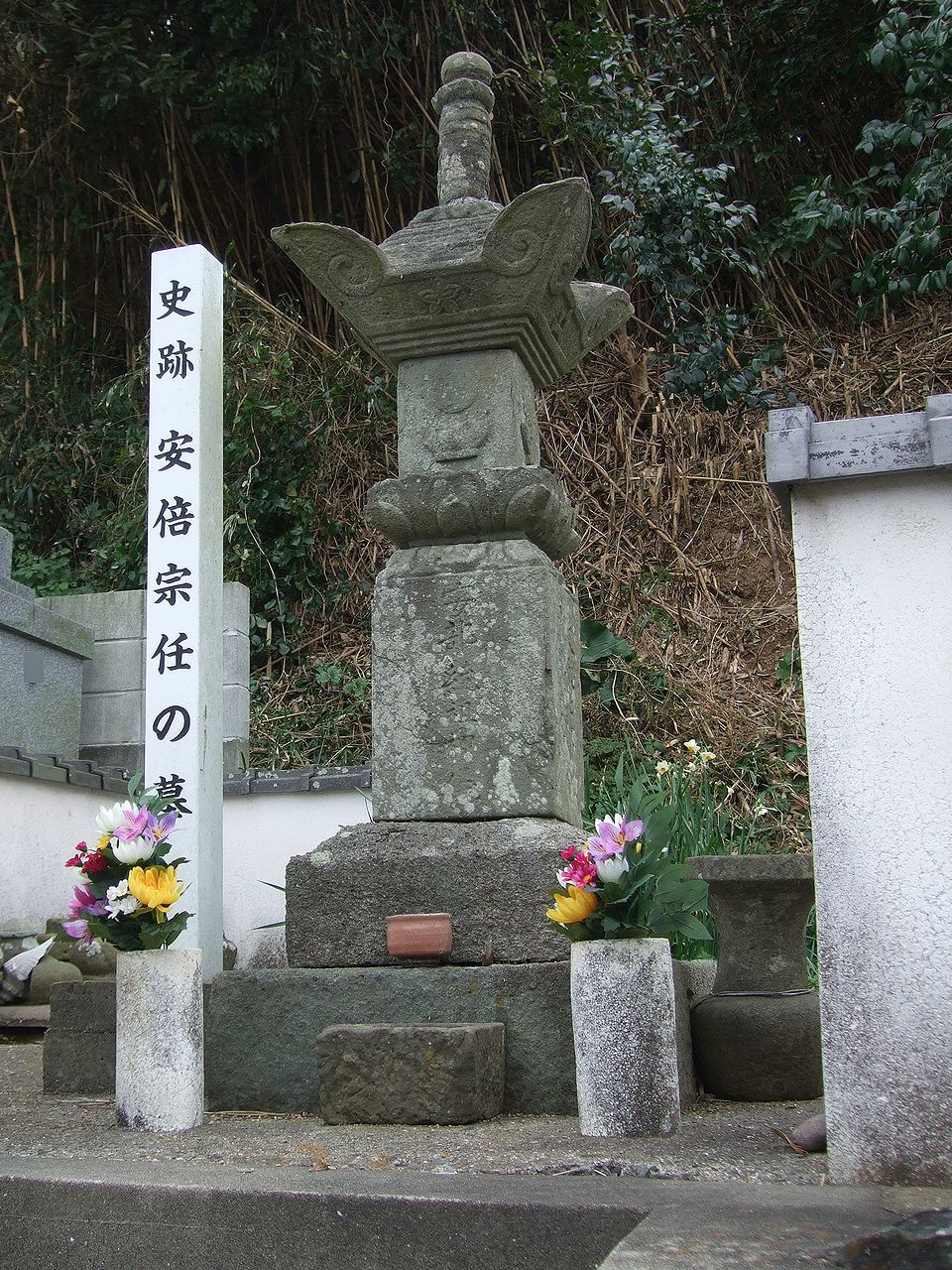
安倍宗任の墓所
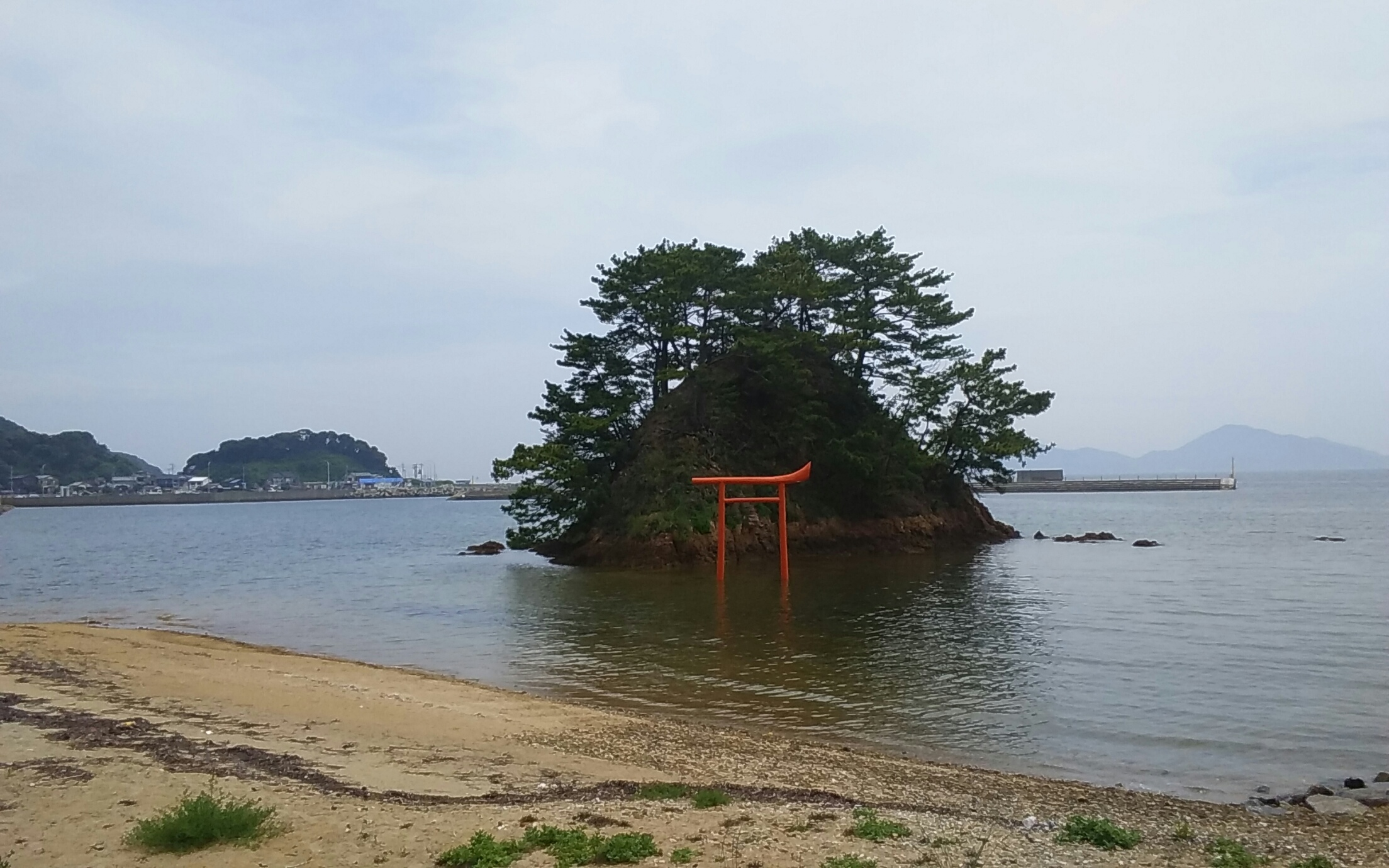
夢の小夜島
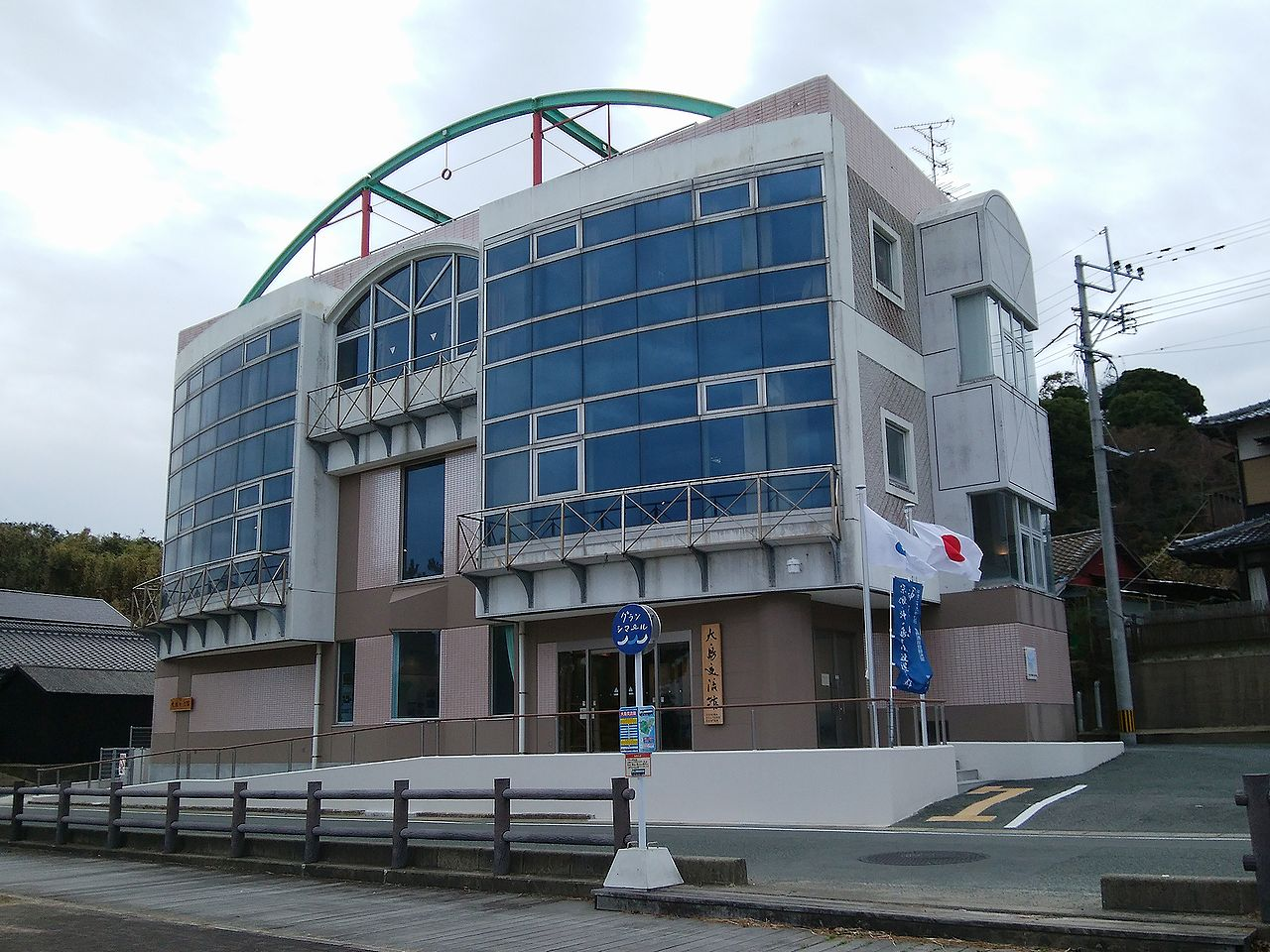
大島交流館
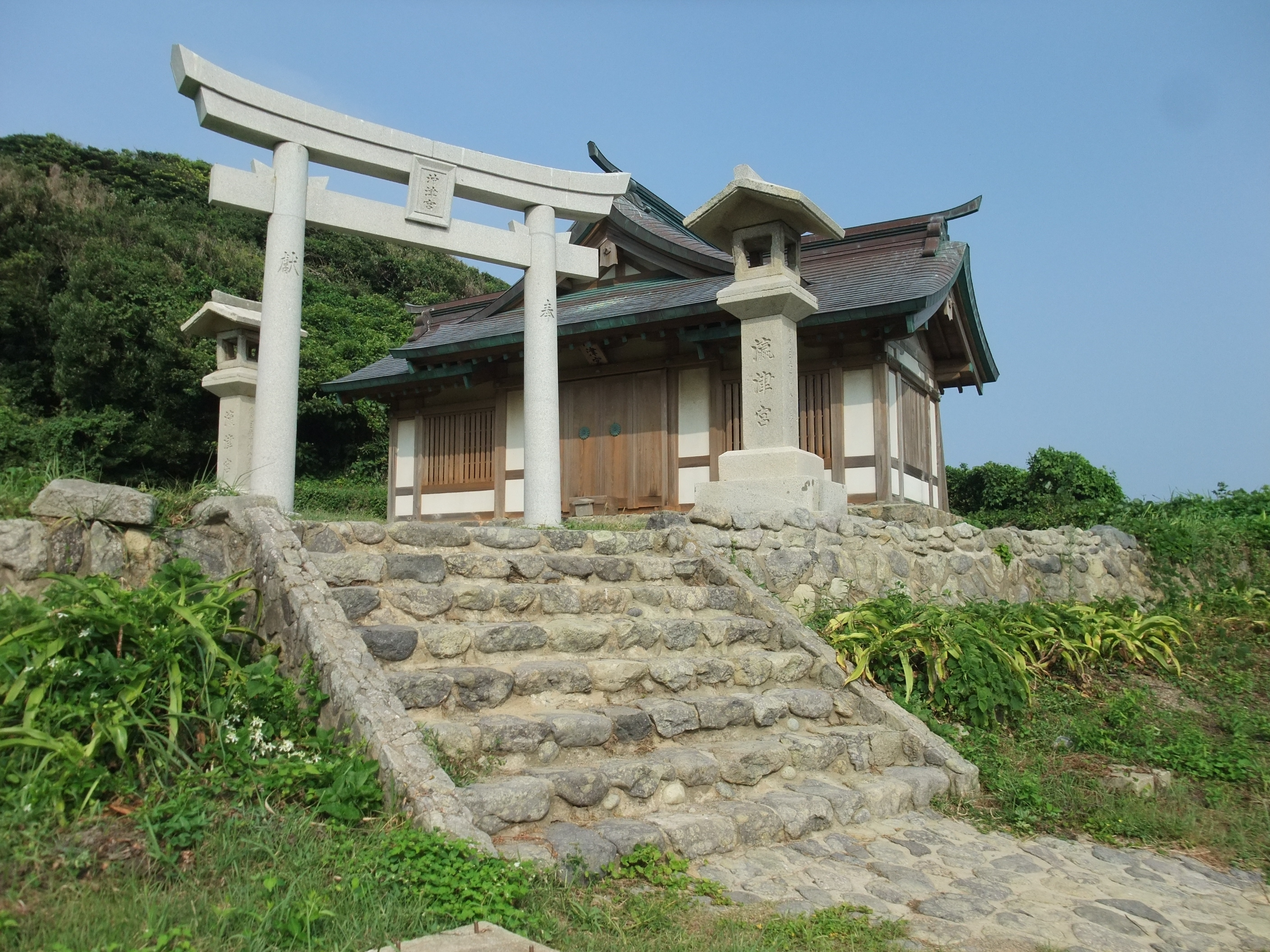
宗像大社沖津宮遙拝所
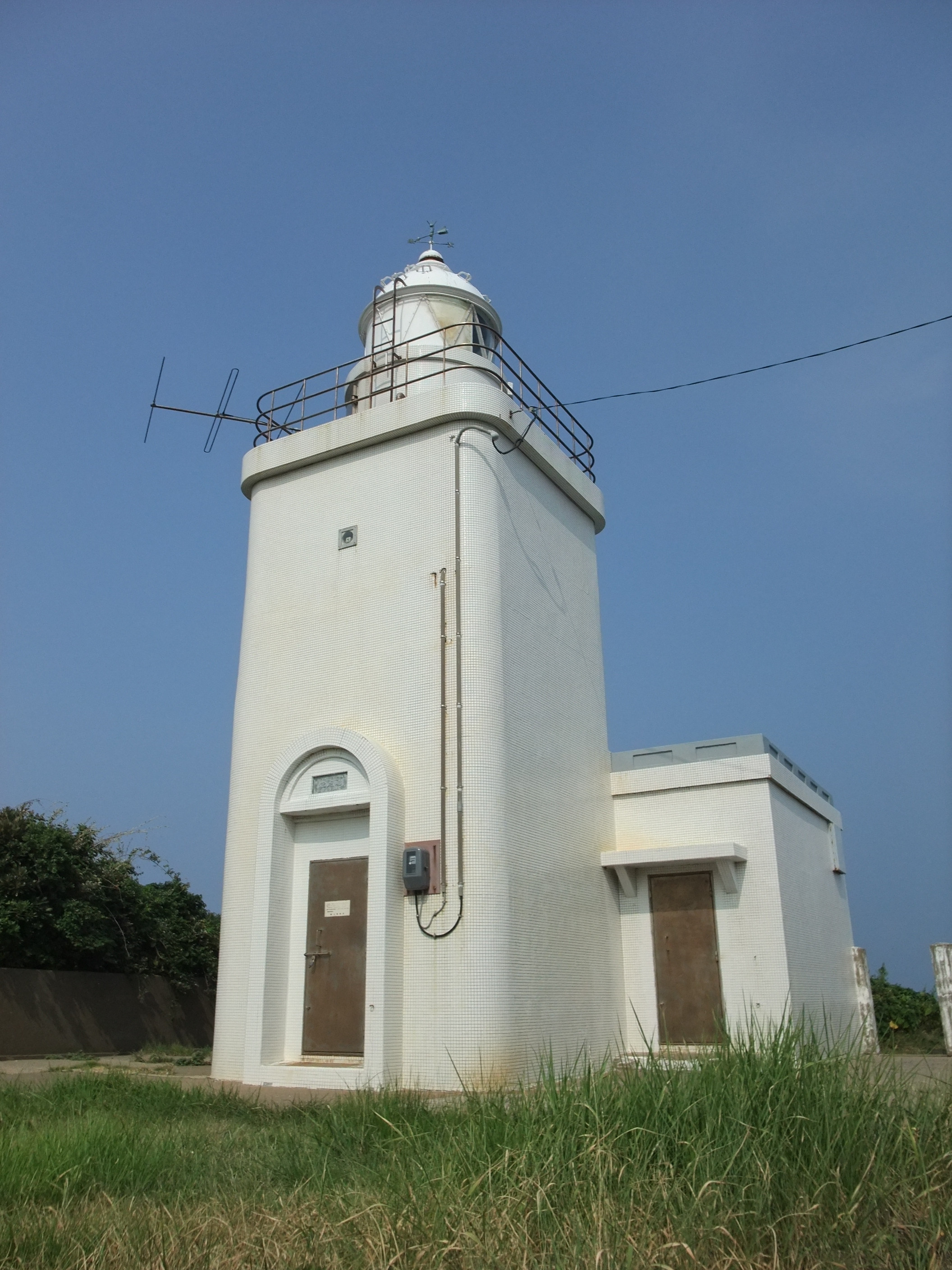
大島灯台
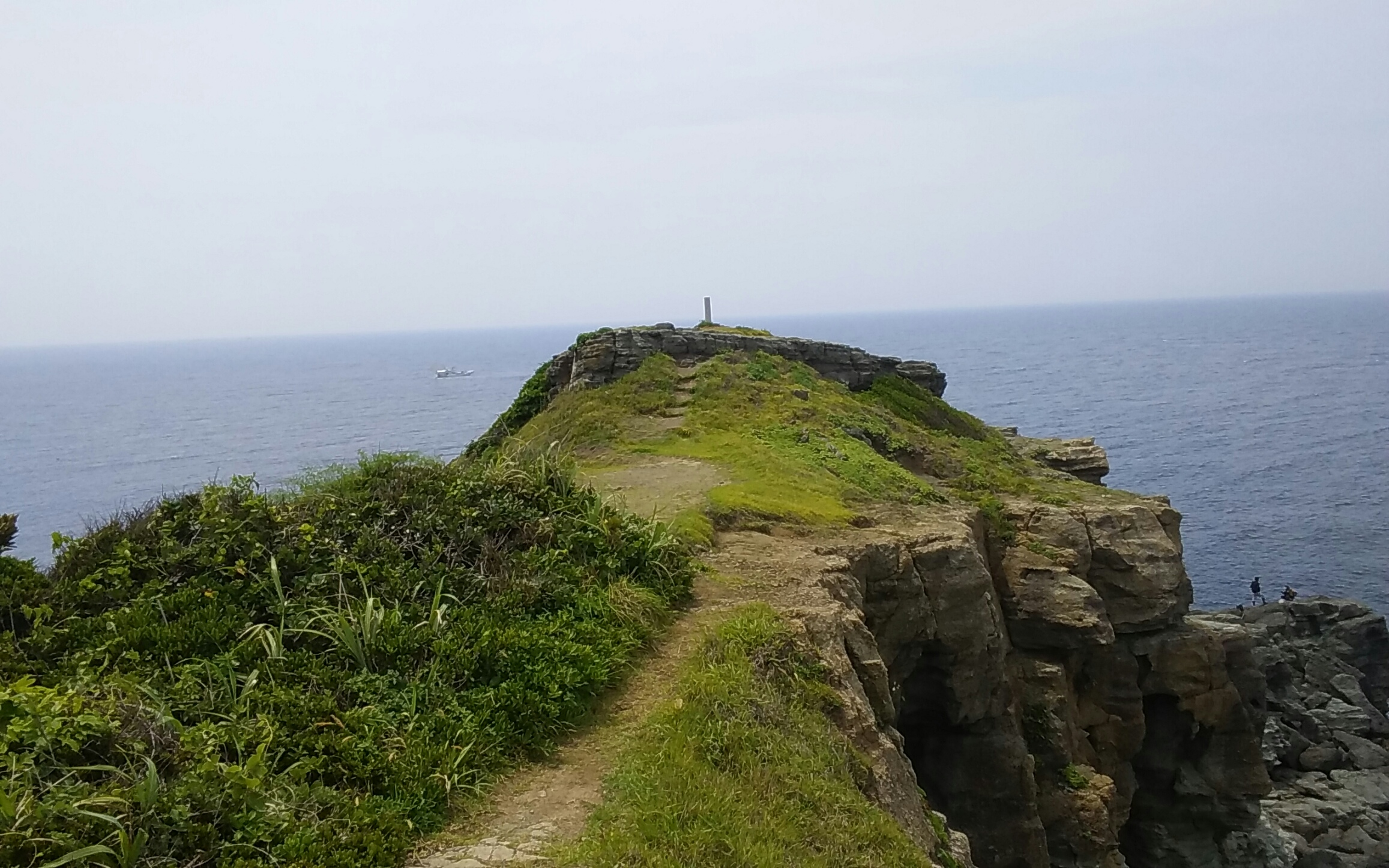
神崎

### 宿泊施設
島内に数件の民宿と旅館がある。また島の西海岸には大島キャンプ場がある。

## 祭事
- みあれ祭 - 宗像大社の秋季大祭である田島放生会の始まりを告げる祭事。三女神が年に一度一緒に奉斎される。

## 産業
漁業が中心だが、小規模な農業もあり、甘夏・アカモク・海塩等が特産品として知られる。また、島の西側の大島牧場で黒毛和牛を飼育している。

## 交通

### 陸上交通
県道541号線が島南東部のフェリーターミナル周辺部の中心集落を通り内陸部を一周する形で敷設されているほか、中心集落内や海岸部などへの道路もある。島内をめぐる観光路線バス「グランシマール」（西鉄バス宗像）、「みあれ号」（みなとタクシー）が運行している。タクシーは2008年4月にみなとタクシーが島内に営業所を設置し、2台を配置しており(現在は1台)通常はフェリーターミナルにいる。また、フェリーターミナル等でレンタサイクルを借りることもできる。

### 水上交通
九州本土の宗像市・神湊港より大島港まで市営フェリー「フェリーおおしま」で25分、旅客船「しおかぜ」で15分。ダイヤおよび運航状況については宗像市のウェブサイトに記載がある。
その他に民営の海上タクシーなどがある。
神湊港までは東郷駅から西鉄バス神湊波止場ゆきに乗車し終点下車。マイカーの場合、九州自動車道若宮インターチェンジより19㎞、同古賀インターチェンジより17㎞。

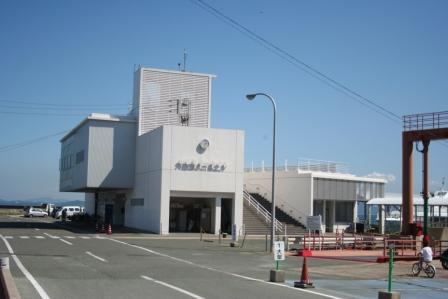
大島港渡船ターミナル（2009年）
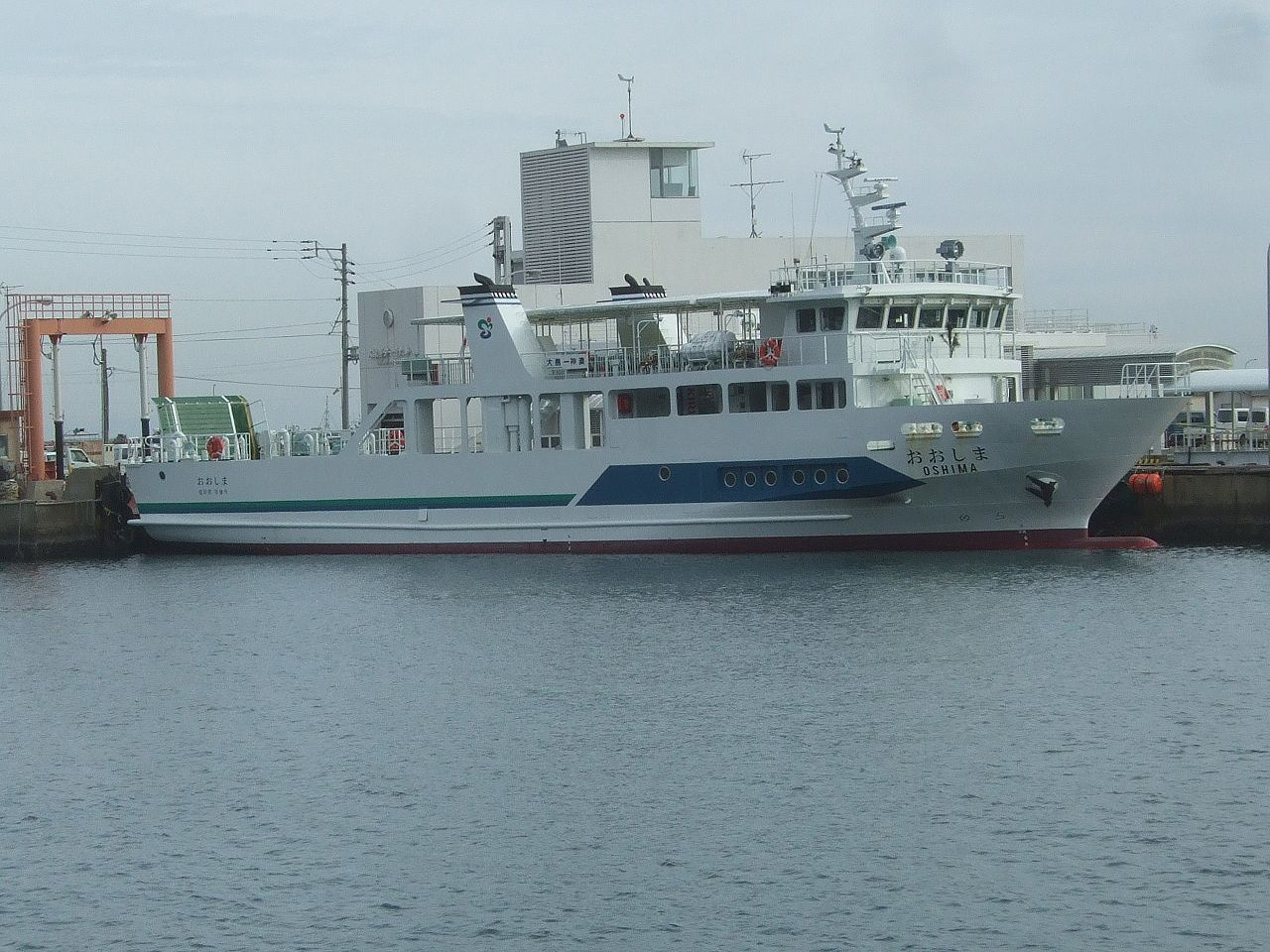
フェリーおおしま（2018年）